# 聖方濟天主堂 (埃武拉)
49°57′42.439″N 15°17′17.35″E / 49.96178861°N 15.2881528°E
埃武拉聖方濟天主堂（Igreja de São Francisco）位於葡萄牙埃武拉區的埃武拉市，它最大的特點是建築附屬的人骨禮拜堂。

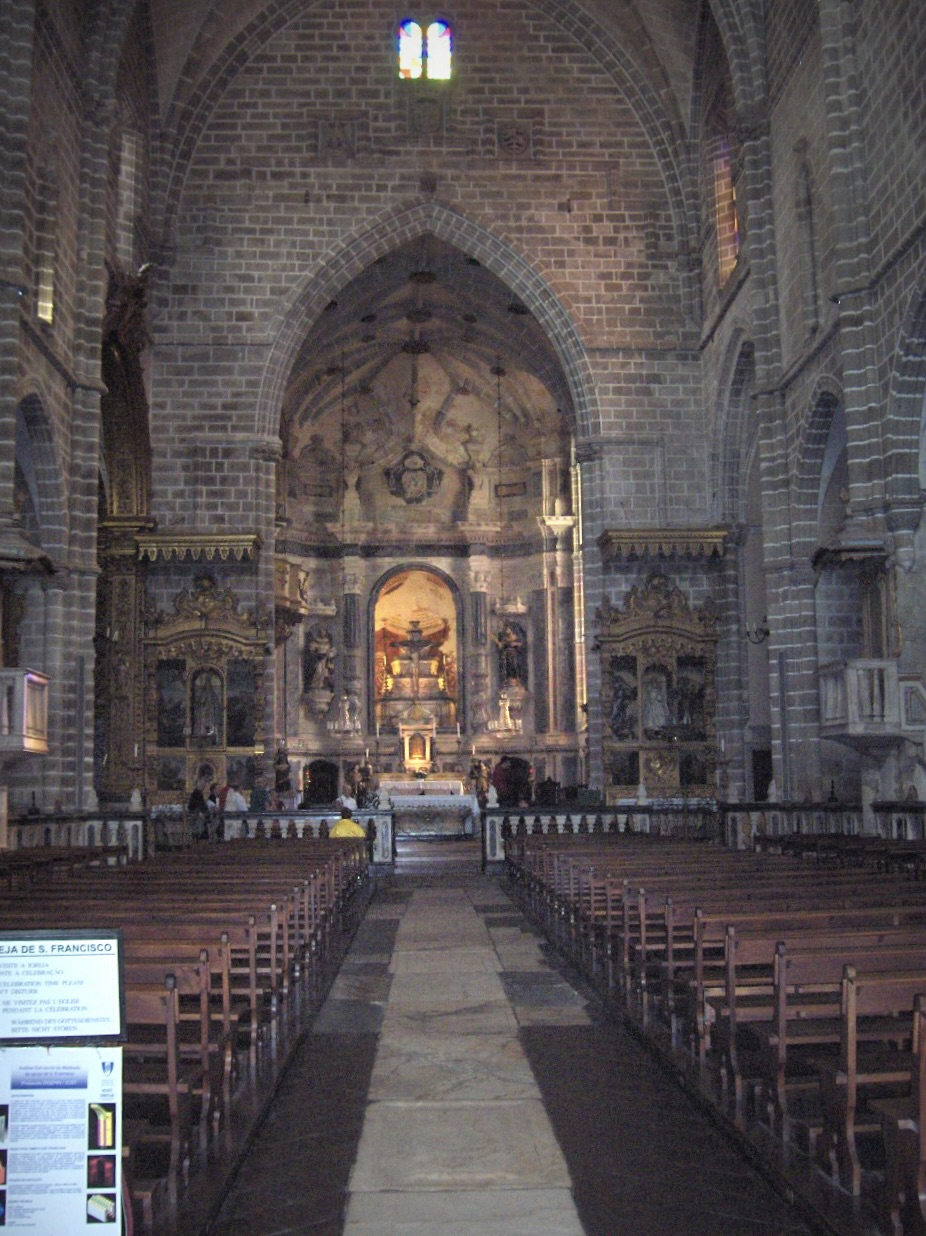
中殿

建築物屬於哥德式建築。由馬丁·羅倫斯設計並建於1475年和1550年代，取代了較早的羅馬式建築。

## 建築特色

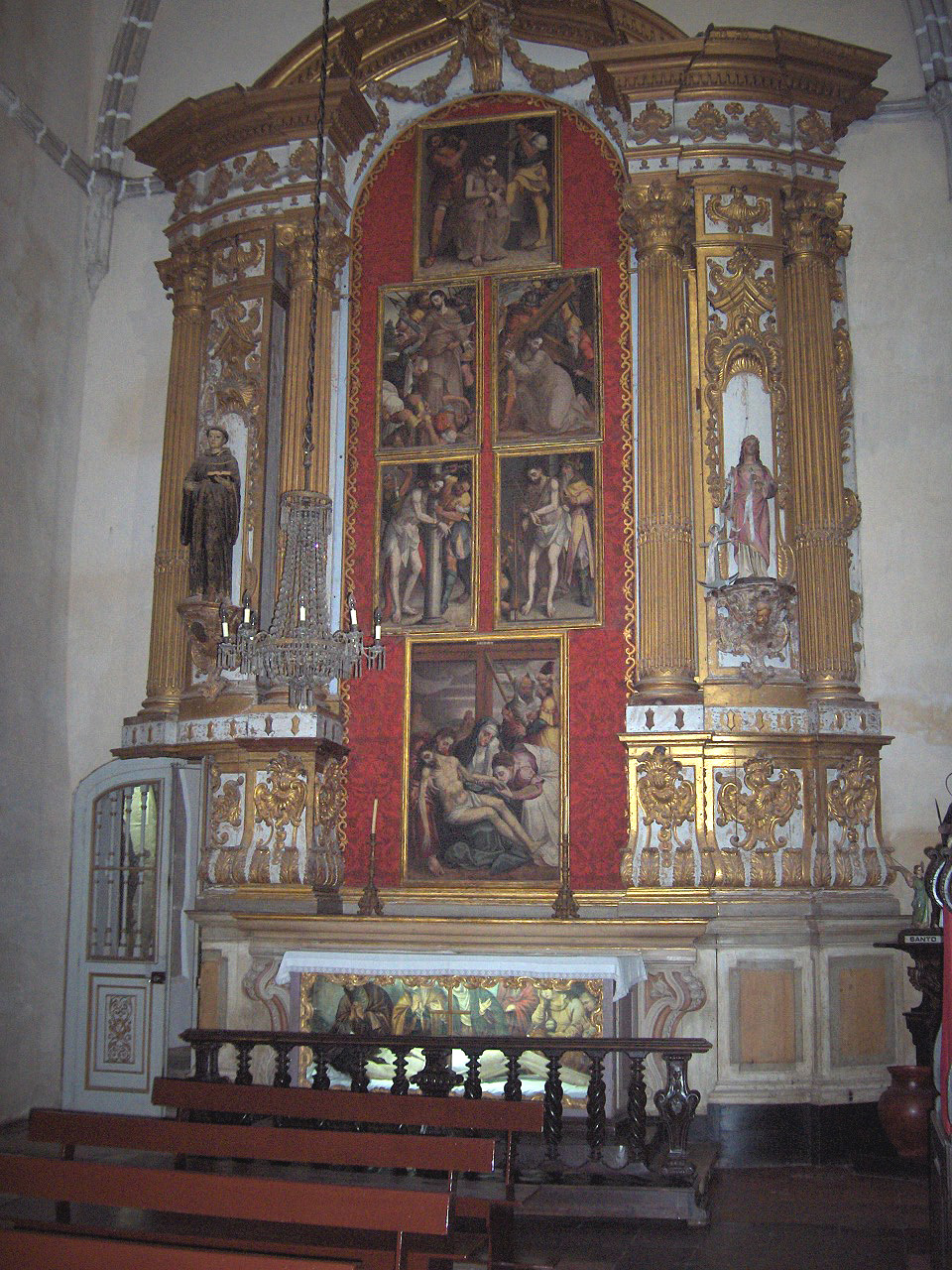
法蘭德斯繪畫風格的祭壇

建築物是以歌德式為主，並混砸了一些曼奴埃爾式的風格。聖堂的前廳以七道拱型構成拱形結構。
外觀則有圓錐式尖頂，在入口上方布置著若昂二世和曼努埃爾一世的徽記。
教堂外觀比例約36 ×34× 24公尺，前廳以拱頂為特色。葡萄牙劇作家維森特（Gil Vicente）之父葬在左側入口。